# Popovigocimex
Popovigocimex – wymarły rodzaj pluskwiaków z rodziny Progonocimicidae, obejmujący tylko jeden znany gatunek: Popovigocimex yurii.
Gatunek i rodzaj zostały opisane w 2003 roku przez Rafaela G. Martinsa-Neto i Oscara F. Gallego na podstawie skamieniałości skrzydła, którą odkryto w formacji Los Rastros, w argentyńskim Gualo. Pochodzi ona z późnego triasu środkowego lub wczesnego triasu późnego. Nazwę rodzajową i epitet gatunkowy nadano na cześć hemipterologa Jurija Popowa.
Owad ten miał przednie skrzydło długości 4 mm, o zakrzywionej krawędzi kostalnej, zaokrąglonej krawędzi wierzchołkowej, małej komórce bazalnej oraz bardzo szerokim, nieco ku nasadzie zwężonym rejonie kostalnym. Długa tylna żyłka subkostalna brała początek z przodu od tylnej żyłki medialnej i biegła skośnie w stosunku do krawędzi kostalnej skrzydła. Przednia żyłka radialna miała trzy, a tylna żyłka medialna dwa odgałęzienia. Przednia żyłka kubitalna miała dwa odgałęzienia i połączona była z tylną żyłką medialną dwoma żyłkami poprzecznymi, z których pierwsza była mniejsza.